# Antonio Natalucci
Antonio Natalucci Berroa (Roma, 1º agosto 2000) è un calciatore dominicano con cittadinanza italiana, difensore o centrocampista svincolato.

## Caratteristiche tecniche
Utilizzato principalmente in difesa, come terzino destro, viene a volte impiegato anche a centrocampo come esterno, sia sulla fascia destra che su quella sinistra.

## Carriera

### Club
Nato nel 2000 a Roma da padre italiano e madre originaria della Repubblica Dominicana, cresce nelle giovanili della Lazio, rimanendovi fino ai 15 anni. Nel 2015 passa al Frosinone, dove nel 2016 entra nella formazione Allievi e nel 2017 in quella Primavera. Non confermato dai ciociari, a settembre 2019 si accorda con i pugliesi del Nardò, in Serie D, esordendo il 29 dello stesso mese, entrando all' 89' della sconfitta per 1-0 nel derby salentino in trasferta sul campo del Casarano alla 5ª giornata di campionato. Termina la sua prima stagione con 16 presenze, chiudendo 16º in classifica in una stagione troncata dalla pandemia di COVID-19, retrocedendo in Eccellenza (la squadra verrà poi però ripescata in Serie D).
Per la stagione 2020-2021 sale tra i professionisti, firmando con la Triestina, nel girone B di Serie C. Debutta il 27 settembre 2020, facendo il suo ingresso al 78' della gara persa per 1-0 in casa contro il Matelica alla 1ª giornata di campionato. Dopo 3 presenze, due in Serie C e una in Coppa Italia, ad ottobre cambia subito maglia, passando in prestito al Novara, nel girone A. Esordisce il 21 ottobre, titolare nel successo per 3-2 nella gara esterna con il Livorno della 6ª di Serie C. Dopo 8 gare si trasferisce di nuovo, nel gennaio 2021, accasandosi nella sua terza squadra diversa in stagione, in tre gironi diversi, la Cavese nel girone C, sempre in prestito. Gioca la sua prima gara il 31 gennaio, entrando all' 83' del successo interno per 3-1 contro il Bisceglie della 21ª giornata di campionato. Chiude l'esperienza a Cava de' Tirreni con 12 presenze, non riuscendo ad evitare il 19º posto e la retrocessione diretta in Serie D, conseguenza dei troppi punti di distacco dalla 16ª classificata, la Vibonese.
Il 31 gennaio 2022 passa a titolo definitivo al Monopoli. Dopo una breve esperienza nella Repubblica Dominicana, torna in Italia tesserandosi con l’Ostia mare.

### Nazionale
A ottobre 2020 ottiene la sua prima convocazione con la nazionale dominicana, per uno stage previsto per il mese di novembre. Trova l'esordio ad inizio 2021, il 25 gennaio, nell'amichevole pareggiata per 0-0 in casa a Santo Domingo contro la Serbia, nella quale entra al 52'. Il 4 giugno dello stesso anno fa il suo debutto in gara ufficiale, entrando al 64' della sfida casalinga di Santo Domingo con le Barbados, valida per le qualificazioni al Mondiale di Qatar 2022, pareggiata per 1-1.

## Statistiche

### Presenze e reti nei club
Statistiche aggiornate al 28 aprile 2022.
| Stagione         | Squadra          | Campionato       | Campionato | Campionato | Coppe nazionali | Coppe nazionali | Coppe nazionali | Coppe continentali | Coppe continentali | Coppe continentali | Altre coppe | Altre coppe | Altre coppe | Totale | Totale | Totale |
| Stagione         | Squadra          | Comp             | Pres       | Reti       | Comp            | Pres            | Reti            | Comp               | Pres               | Reti               | Comp        | Pres        | Reti        | Pres   | Reti   |        |
| ---------------- | ---------------- | ---------------- | ---------- | ---------- | --------------- | --------------- | --------------- | ------------------ | ------------------ | ------------------ | ----------- | ----------- | ----------- | ------ | ------ | ------ |
| 2019-2020        | Nardò            | D                | 16         | 0          | CI-D            | 0               | 0               | -                  | -                  | -                  | -           | -           | -           | 16     | 0      |        |
| set.-ott. 2020   | Triestina        | C                | 2          | 0          | CI              | 1               | 0               | -                  | -                  | -                  | -           | -           | -           | 3      | 0      |        |
| ott.-gen. 2021   | Novara           | C                | 8          | 0          | CI              | -               | -               | -                  | -                  | -                  | -           | -           | -           | 8      | 0      |        |
| gen.-giu. 2021   | Cavese           | C                | 12         | 0          | -               | -               | -               | -                  | -                  | -                  | -           | -           | -           | 12     | 0      |        |
| 2021-gen. 2022   | Triestina        | C                | 11         | 1          | CI-C            | 0               | 0               | -                  | -                  | -                  | -           | -           | -           | 11     | 1      |        |
| Totale Triestina | Totale Triestina | Totale Triestina | 13         | 1          |                 | 1               | 0               |                    | -                  | -                  |             | -           | -           | 14     | 1      |        |
| gen.-giu. 2022   | Monopoli         | C                | 5          | 0          | CI-C            | 0               | 0               |                    | -                  | -                  |             | -           | -           | 5      | 0      |        |
| Totale carriera  | Totale carriera  | Totale carriera  | 54         | 1          | -               | 1               | 0               | -                  | -                  | -                  | -           | -           | -           | 55     | 1      |        |

### Cronologia presenze e reti in nazionale
| Cronologia completa delle presenze e delle reti in nazionale ― Rep. Dominicana | Cronologia completa delle presenze e delle reti in nazionale ― Rep. Dominicana | Cronologia completa delle presenze e delle reti in nazionale ― Rep. Dominicana | Cronologia completa delle presenze e delle reti in nazionale ― Rep. Dominicana | Cronologia completa delle presenze e delle reti in nazionale ― Rep. Dominicana | Cronologia completa delle presenze e delle reti in nazionale ― Rep. Dominicana | Cronologia completa delle presenze e delle reti in nazionale ― Rep. Dominicana | Cronologia completa delle presenze e delle reti in nazionale ― Rep. Dominicana |
| Data                                                                           | Città                                                                          | In casa                                                                        | Risultato                                                                      | Ospiti                                                                         | Competizione                                                                   | Reti                                                                           | Note                                                                           |
| ------------------------------------------------------------------------------ | ------------------------------------------------------------------------------ | ------------------------------------------------------------------------------ | ------------------------------------------------------------------------------ | ------------------------------------------------------------------------------ | ------------------------------------------------------------------------------ | ------------------------------------------------------------------------------ | ------------------------------------------------------------------------------ |
| 25-1-2021                                                                      | Santo Domingo                                                                  | Rep. Dominicana                                                                | 0 – 0                                                                          | Serbia                                                                         | Amichevole                                                                     | -                                                                              | 52’                                                                            |
| 4-6-2021                                                                       | Santo Domingo                                                                  | Rep. Dominicana                                                                | 1 – 1                                                                          | Barbados                                                                       | Qual. Mondiali 2022                                                            | -                                                                              | 64’                                                                            |
| 8-6-2021                                                                       | Panama                                                                         | Panama                                                                         | 3 – 0                                                                          | Rep. Dominicana                                                                | Qual. Mondiali 2022                                                            | -                                                                              | 46’                                                                            |
| 2-6-2022                                                                       | Belmopan                                                                       | Belize                                                                         | 0 – 2                                                                          | Rep. Dominicana                                                                | CONCACAF Nations League 2022-2023 - Fase a gironi                              | -                                                                              | 46’                                                                            |
| 5-6-2022                                                                       | Santo Domingo                                                                  | Rep. Dominicana                                                                | 2 – 3                                                                          | Guyana francese                                                                | CONCACAF Nations League 2022-2023 - Fase a gironi                              | -                                                                              |                                                                                |
| 10-6-2022                                                                      | Santo Domingo                                                                  | Rep. Dominicana                                                                | 1 – 1                                                                          | Guatemala                                                                      | CONCACAF Nations League 2022-2023 - Fase a gironi                              | -                                                                              | 72’                                                                            |
| 13-6-2022                                                                      | Città del Guatemala                                                            | Guatemala                                                                      | 2 – 0                                                                          | Rep. Dominicana                                                                | CONCACAF Nations League 2022-2023 - Fase a gironi                              | -                                                                              | 35’                                                                            |
| Totale                                                                         |                                                                                | Presenze                                                                       | 7                                                                              |                                                                                | Reti                                                                           | 0                                                                              |                                                                                |